# Afrikansk ibisstork
Afrikansk ibisstork (Mycteria ibis) är en mellanstor stork som lever i Afrika.

## Utseende
Denna mellanstora vita stork mäter i snitt 95 till 105 centimeter på längden och har ett vingspann på 150 till 165 centimeter. Den skiljs lättast från vit stork på sin kraftiga gula näbb och i flykten på sin svarta stjärt. Dess fjäderdräkt är övervägande vit med svart stjärt och svarta vingpennor. Dess vita hals ser ofta lite ullig ut. Den har en gul lång näbb, rött fjäderlöst ansikte med ett stort svart öga med gul orbitalring. Dess långa ben är rosa. 

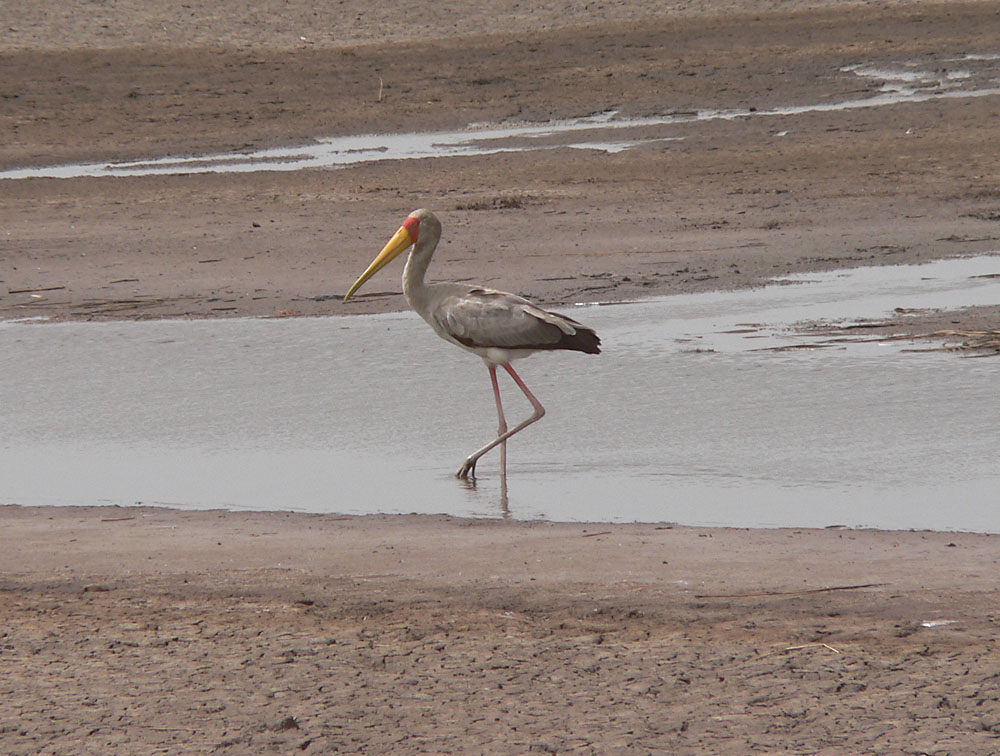
Subadult individ i närheten av Kerewan i Gambia.

I häckningsdräkt skimrar den vita fjäderdräkten i rosa. De subadulta fåglarna är mindre kontrastrika med smutsigt gråbrun fjäderdräkt och i flykten ser man mörkare fjädrar bland de undre vingtäckarna.

## Utbredning och systematik
Afrikansk ibisstork har en vidsträckt utbredning i tropiska Afrika söder om Sahara och den finns även på Madagaskar. Den är delvis en flyttfågel och återfinns om vintern även norr om sitt häckningsområde i exempelvis Egypten. Afrikansk ibisstork har vid ett fåtal tillfällen observerats i bland annat Israel och Turkiet. Den behandlas som monotypisk, det vill säga att den inte delas in i några underarter.

## Levnadssätt
Till skillnad från de flesta andra storkar befinner sig afrikansk ibisstork ofta i eller nära vatten för att födosöka. Man finner den vid träsk, sjöar och dammar. Den födosöker med näbben delvis nedsänkt och öppen i leriga vattenhål, medan den skrämmer upp byten med fötterna. När den hittar ett byte smäller den igen näbben. Även om den inte är särskilt flocklevande kan större antal samlas där tillgång på föda är stor.

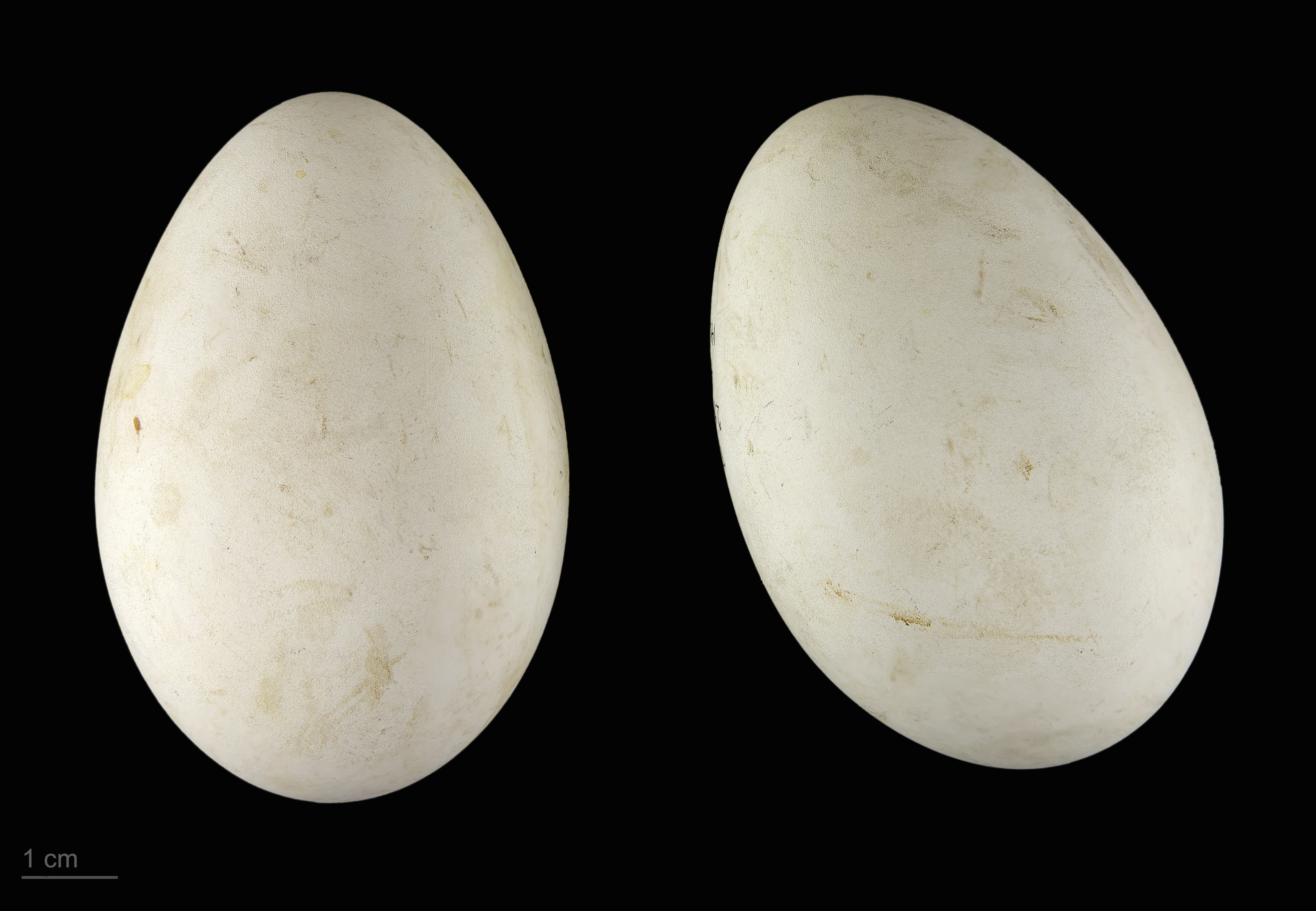
Ägg från afrikansk ibisstork.

## Status och hot
Arten har ett stort utbredningsområde och en stor population, men tros minska i antal, dock inte tillräckligt kraftigt för att den ska betraktas som hotad. IUCN kategoriserar därför arten som livskraftig (LC).